# Chrono (serie)
Chrono (クロノ?) este o serie de jocuri video care include:
- Chrono Trigger
- Radical Dreamers
- Chrono Cross
- Chrono Break (planificările începute în 2001 dar dezvoltarea nu a luat loc încă)